# 이세진 (희극인)
이세진(1987년 5월 12일 ~ )은 대한민국의 희극 배우이다.

## 학력
- 서울예술대학 연극과

## 출연작

### 방송
- 《웃찾사》 (SBS)

〈하숙집 누나〉
〈최강조교 문조교〉지상렬 역
〈대치동 명강사 올 도라이즈〉
- 《하땅사》 (MBC)

〈에리카〉
- 《개그콘서트》 (KBS2)

〈달라스〉
〈예뻐? 예뻐!〉
〈힙합의 신〉가게 홍보 래퍼 역
〈시청자 의견〉
〈알포인트〉
〈명인본색〉
〈불량엄마〉교도관 역
〈언프리티 컴피티션〉MC 대타 역
〈진지록〉죄인 역
〈재백아〉
〈일어나〉코치 역
〈1대 1〉이병원 역
〈장스타 Ent〉교양 트레이너 짠티 역
〈나타나〉
〈비트는 동화〉
〈창과 방패〉
〈연기돌〉사영수 역
〈아무말 대잔치〉
〈일당 Back〉
〈대화가 필요해 1987〉
〈괜찮아 괜찮아〉
〈봉숭아 학당〉 믹세진(Mix+세진) 역
<하이픽션 조선시대>
<심곡 파출소>
- JTBC 《장르만 코미디》

### 음반활동
- 2017년 석양이 진다(With 김기열)

## 유행어
- 우리가게 이름 세진 ○○~(힙합의 신)
- 안돼~ 이찬~ 일어나~ 이찬~(일어나)
- 00서 사망!(진지록)
- 반갑습니다! 요즘 병원다니고 있는 이병원입니다(1대1)
- 모히또가서 몰디브 한잔 해야제~(1대1)
- 장난 나랑 지금하냐?(1대1)
- 풀어야지~ 풀어야지~ 어깨 풀어야지~(1대1)
- 틀렸어? 또 틀렸어? 아~ 내가 우승하면 신나게 노래 한 곡 뽑으려고 했지! ○○가 부르는 ○○○!(1대1)
- ○○ 교양 웂~어~!(장스타 Ent)
- ○○할 때도 리듬을 타~ 리듬을 타~(비트는 동화)
- 왜? 짜릿하잖아!(연기돌)

## 광고
- 2015 기아자동차 더 뉴 모닝
- 2017 르노삼성 QM6(이병헌 동반출연)

## 수상
- 2015년 KBS 연예대상 코미디부문 남자 신인상